# Belegen

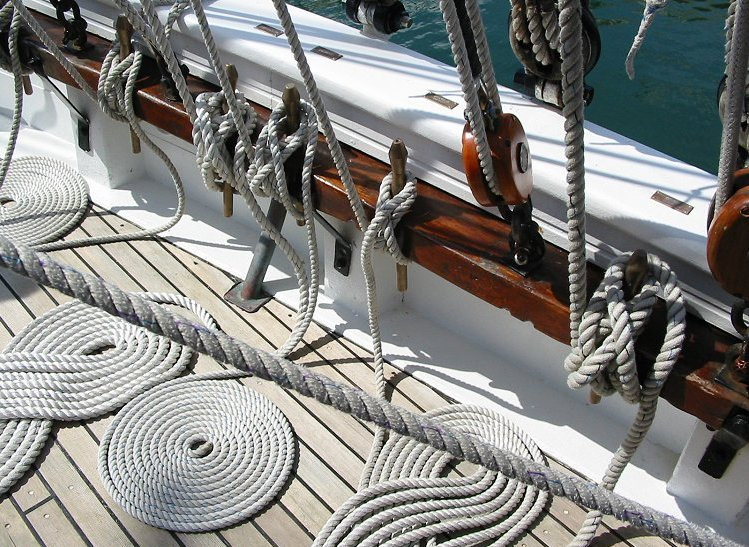
Belegen an hölzernen Belegnägeln

Belegen bedeutet in der Schifffahrt das Festmachen von Tauwerk an dazu geeigneten Vorrichtungen, beispielsweise auf einer Klampe, einem Poller, einer Klemme oder einem Festmacherring, oder bei traditionellen Segelschiffen auf einem Belegnagel.

## Belegen auf der Klampe (mit Kopfschlag)

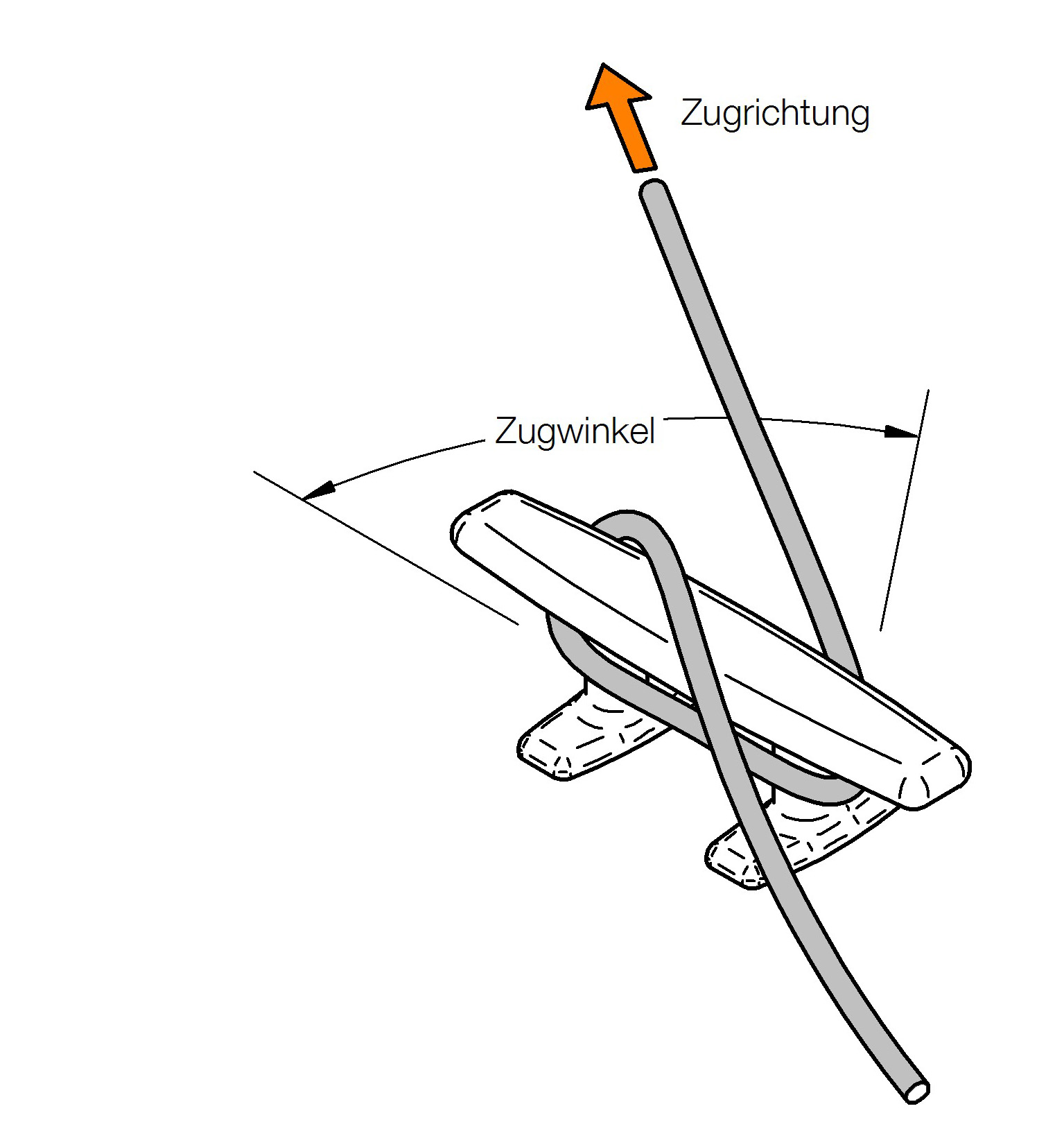
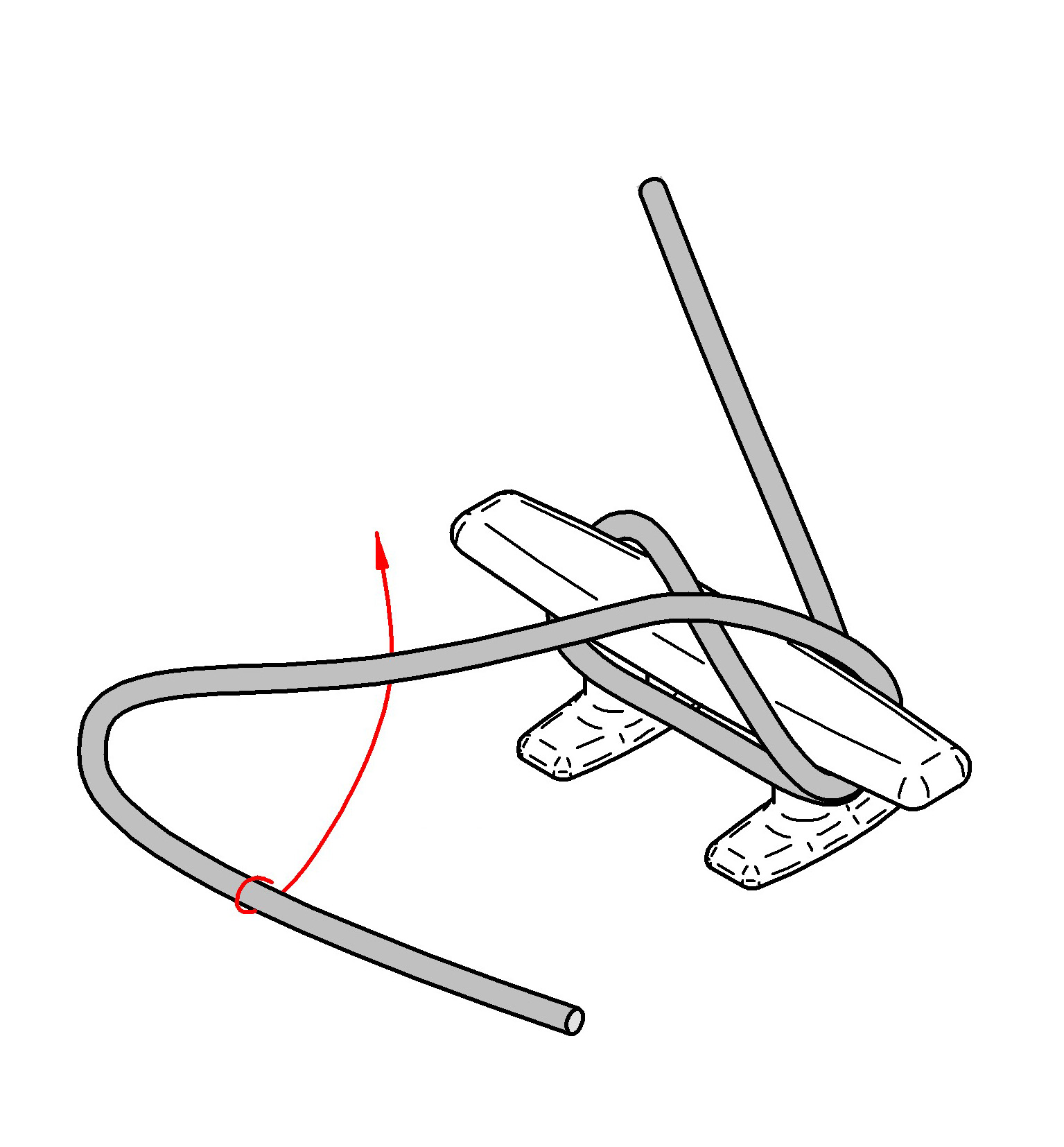
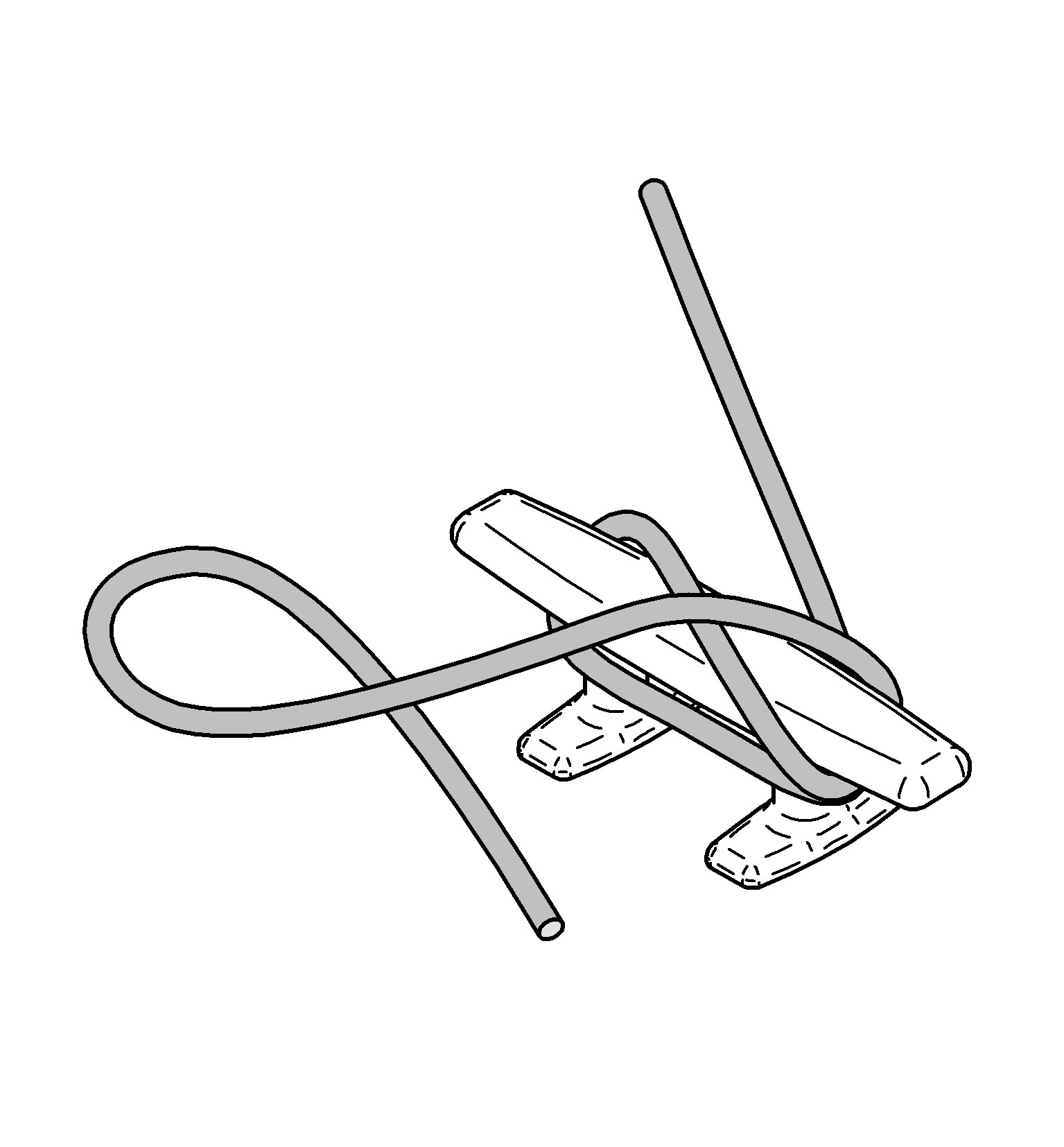
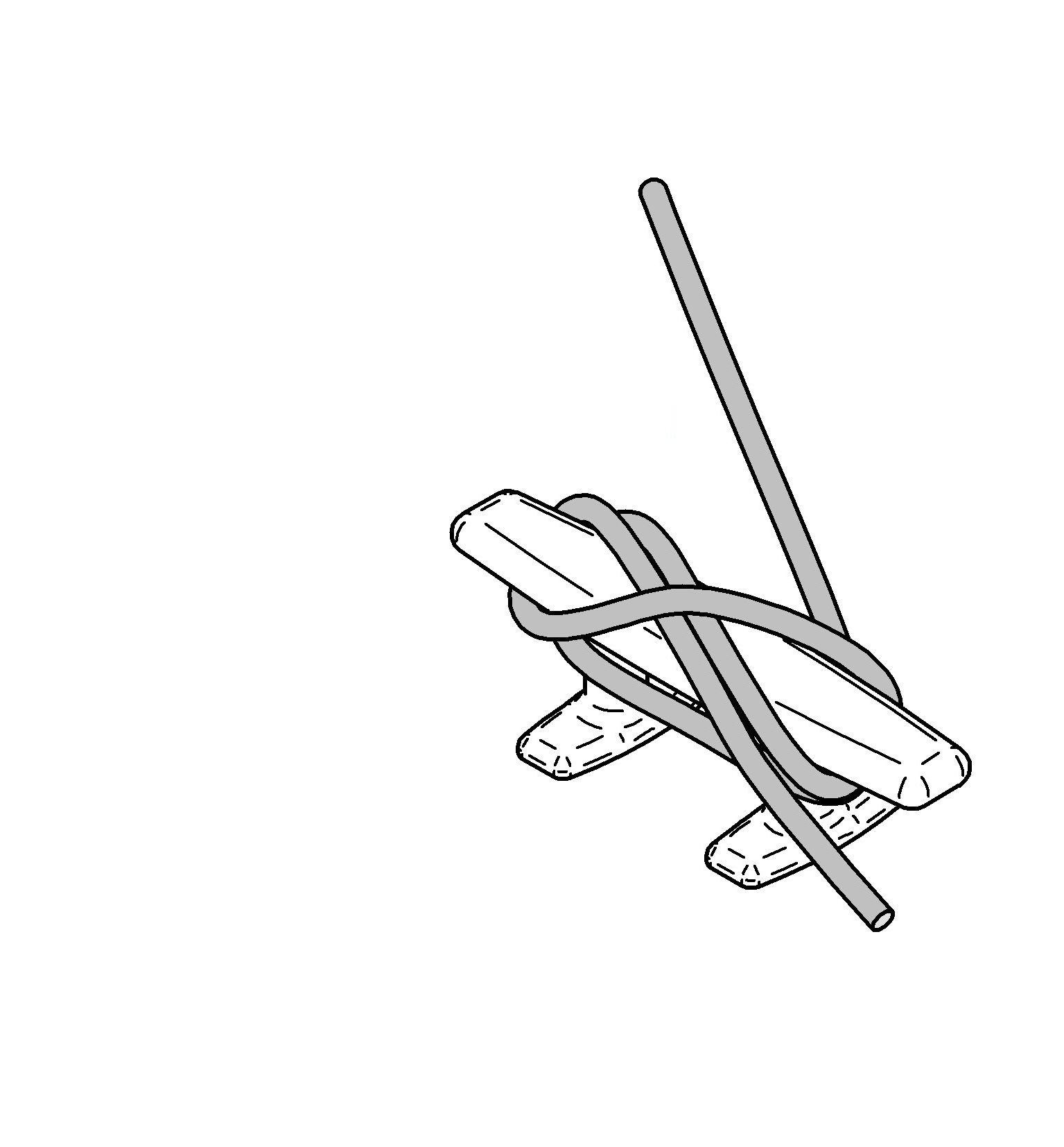

Zum Belegen auf der Klampe bzw. Belegen einer Klampe wird die Leine zunächst auf der der Zugrichtung entgegengesetzten, also auf der dem zu befestigenden Objekt ferneren Seite der Klampe um diese herumgeführt. Dann wird die Leine zwei- bis viermal kreuzweise um die Klampe gelegt. Abschließend erfolgt ein Kopfschlag. Der sichernde Kopfschlag ist dann richtig, wenn sich seine Seilstränge über der Klampe gegenseitig kreuzen.
Ist die Klampe senkrecht angebracht, beispielsweise am Mast, dann ist der Kopfschlag am oberen Dorn der Klampe zu machen. Würde er unten gemacht, würde er sich durch die Schwerkraft von selbst lösen.

## Belegen auf dem Poller

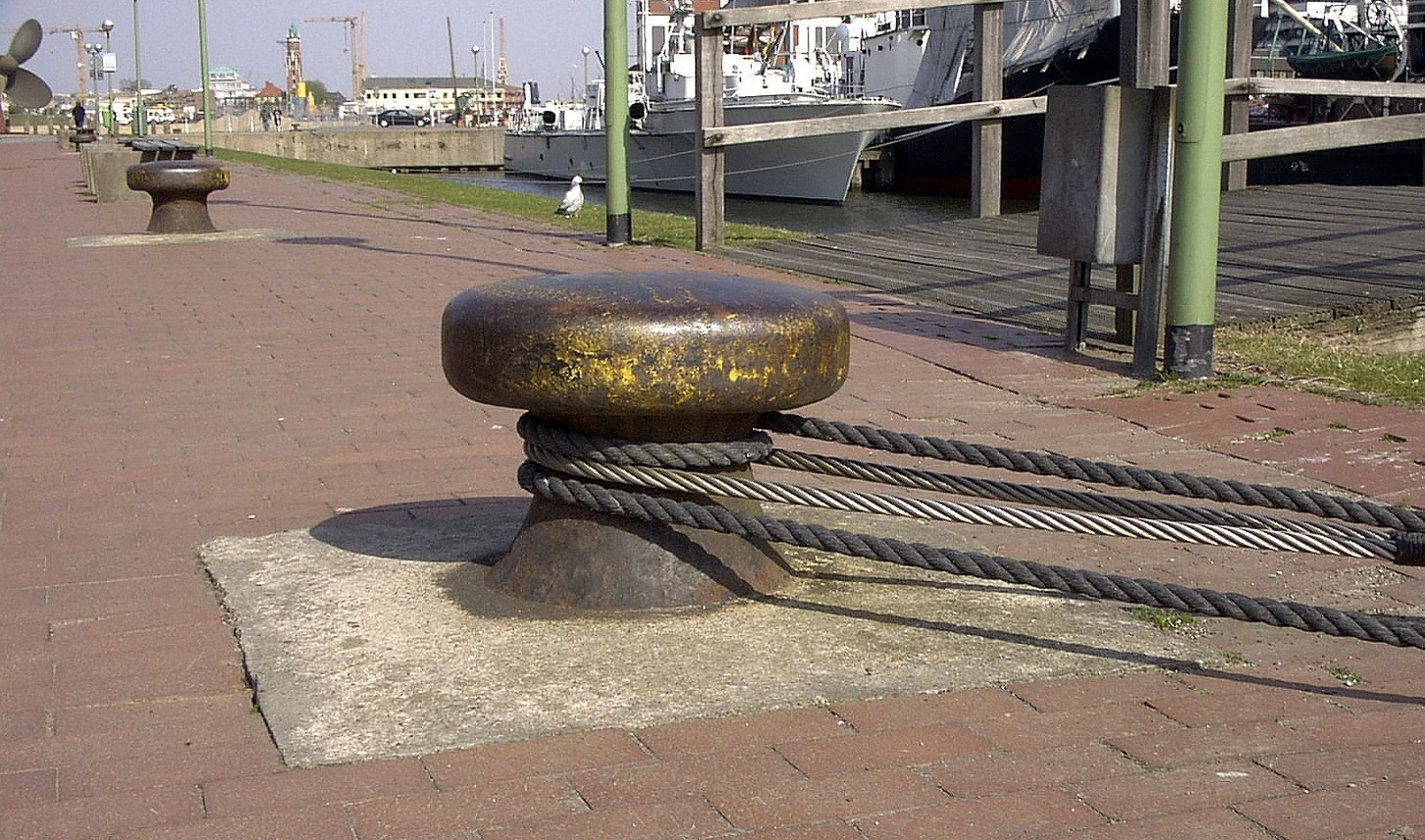
Belegen auf dem Poller

Festmacherleinen werden am Poller mit einem eingespleißten Auge belegt. Das Auge wird dabei über den Poller gestülpt und das lose Ende der Leine am Schiff (z. B. an einer Klampe) befestigt. Ist keine Augleine vorhanden, wird das Auge mit einem Palstek geknüpft. Oder die Leine wird mit einem geworfenen Webeleinenstek belegt oder zweimal um den Poller geschlungen und mit zwei halben Schlägen gesichert.
Wenn mehrere Schiffe einen Poller benutzen, würden durch ein hinzukommendes Schiff die bereits liegenden am Losmachen der Leinen gehindert werden. Um dies zu verhindern, wird beim Festmachen mit einer Augleine die neue Festmacherleine von unten durch das Auge der bereits vorhandenen Festmacherleine gesteckt und danach das Auge über den Poller geworfen. So bleibt gewährleistet, dass jedes der Schiffe unabhängig von den anderen losmachen kann.
In großen Häfen sind Schiffsbefestiger damit beschäftigt, die Festmachertrossen anlegender Schiffe an den Pollern zu belegen.

## Belegen durch Klemmvorrichtung

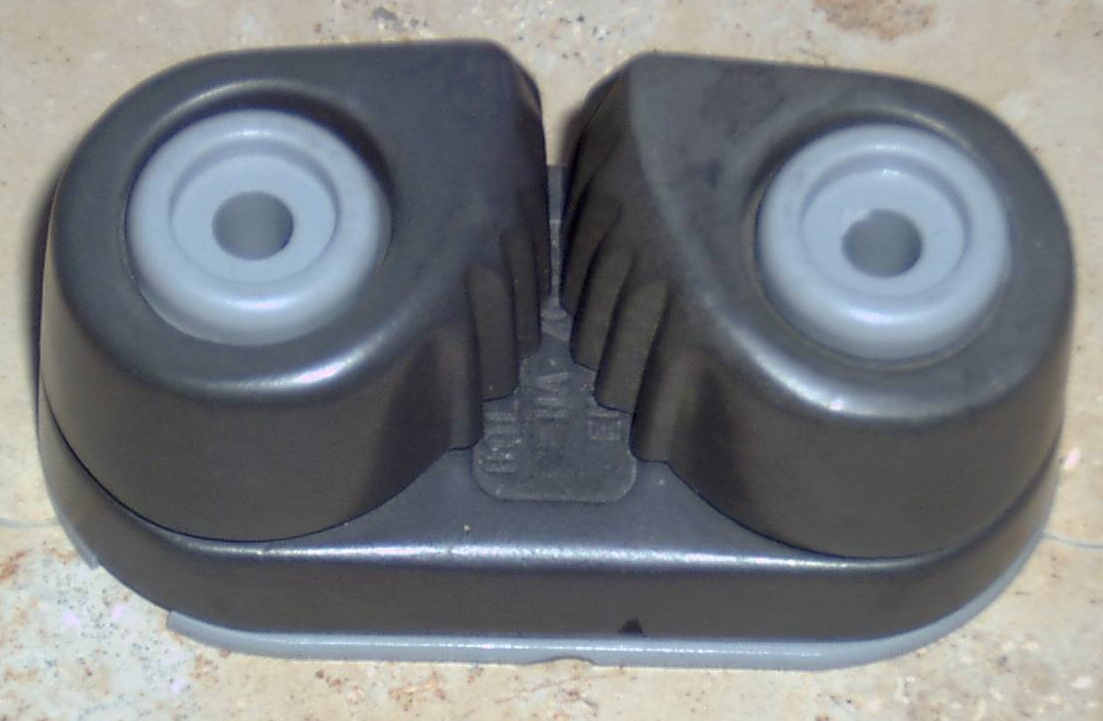
Belegen auf der Curryklemme

Zum Belegen wurden verschiedene Klemmvorrichtungen konstruiert, die bekanntesten sind die Curryklemme und der Seil- oder Fallenstopper.